# Trädgårdsiris
Trädgårdsiris (Iris Germanica-gruppen) är en sort-grupp inom irissläktet och familj (biologi). Gruppen representerar storväxta sorter i ett hybridkomplex med tyskiris, silveriris, skäggiris m.fl. Växtsaften hos irisarterna innehåller giftiga ämnen som smakar illa och ger irritation på slemhinnorna.